# ميساد
ميساد هي مدينة من مدن هايتي. يبلغ عدد سكانها 43,138 نسمة وذلك حسب إحصائيات سنة 2003. يبلغ ارتفاع المدينة عن سطح البحر قرابة 297 متر.